# (1780) Kippes
(1780) Kippes ist ein Asteroid des Hauptgürtels, der am 12. September 1906 vom deutschen Astronomen August Kopff in Heidelberg entdeckt wurde.
Benannt wurde der Asteroid nach dem deutschen Amateur-Astronomen Otto Kippes.